# Роман IV Диоген
Роман IV Диоген (на гръцки: Ρωμανός Δ΄ Διογένης) е византийски император от 1068 до 1071 г.

## Произход и ранни години
Син е на стратега Константин Диоген и произхожда от видно семейство от Кападокия.
Роман Диоген успява да направи добра военна кариера и при император Константин X Дука е управител на Средец. Първият му брак е с Анна, внучка на последния български цар Иван Владислав. Като част от военно-аристократичните среди в империята, Роман се отнася с пренебрежение към бюрократичната върхушка в императорския двор, начело на която стоят кесарят Йоан Дука и Михаил Псел.
След смъртта на Константин X Дука Роман Диоген е уличен в заговор за завземане на властта, арестуван е и е доведен в Константинопол, където трябвало да бъде екзекутиран. Там обаче Роман успява да се срещне с императрицата-регент Евдокия Макремволитиса, която е впечатлена от внушителната и царствена осанка на арестанта. По заповед на императрицата Роман е реабилитиран и освободен, а скоро след това получава званията магистър и стратилат.

## Византийски император
Неспособна сама да обезпечи властта на тримата си малолетни синове – Михаил VII Дука, Андроник Дука и Константин Дука, императрица Евдокия Макремволитиса осъзнава, че разклатената от външни и вътрешни неуредици империя се нуждае от управлението на силна мъжка ръка. Така императрицата решава да се омъжи повторно, и то за Роман Диоген, в когото видяла мъж, способен да заздрави разклатената власт в империята. Тъй като обезпокоените за собственото си влияние бюрократи строго съблюдавали дали императрицата спазва даденото пред умиращия Константин X обещание да не се омъжва повторно, Евдокия се венчала тайно за Роман Диоген на 1 януари 1068 г., което изправило противниците им пред свършен факт. Съгласно сключения договор Роман Диоген е обявен за старши съимператор, а синовете на Евдокия продължили да носят императорския титул като младши съвладетели.
След коронацията си Роман IV се заема да отблъсне външните врагове на империята по-далеч от нейните граници. Роман обаче заварва една оредяла и недисциплинирана войска, отслабена от предходното управление. При всичките си старания да укрепи войската, Роман успява единствено да попълни редовете ѝ с разнолика маса чужди наемници, които били недисциплинирани и неспособни да действат заедно. Усилията на новия император дават известен резултат и в периода 1068 – 1069 г. войските му успяват да задържат селджукските турци отвъд река Ефрат, въпреки че периодичните им набези над източните теми на империята така и не спрели.
Положението на Роман IV в Константинопол обаче не е толкова сигурно. Бракът му с Евдокия не се оказва идеален. Роман IV е войнствен и упорит и все повече ограничава властта на императрицата и Михаил VII. Придворната партия ненавижда императора и постоянно интригантства срещу него. Сплетните на семейство Дука успяват да пробият и в армията. Враговете му успяват да разпространят слуха, че императорът се готви да отстрани от власт Евдокия и Михаил VII.

### Битката при Манцикерт
Роман IV започва подготвения голям поход срещу турците. Междувременно обаче в лагера на императора пристигат тревожни вести от Южна Италия, където норманите успяват да завземат Отранто и да обсадят византийската крепост Бари. Така императорът е принуден да се завърне в столицата. В негово отсъствие през 1070 г. селджуците разбиват византийските войски, командвани от Мануил Комнин, и завземат пограничната крепост Манцикерт.
През пролетта на 1071 г. начело на 100-хилядна армия включваща и наемни войски от печенеги, франки (западни рицари), българи, руси и др., Роман IV отново потегля към Манцикерт и след дълъг поход на изток успява да си върне града на 23 август 1071 г. В този момент от султана на турците Алп Арслан идва предложение за примирие, което императорът отхвърля. На 26 август императорът нарежда на войските си да атакуват селджукските позиции. В провелата се битка обаче византийските войски претърпяват страшно поражение. По думите на съвременниците причината за поражението е в собствения лагер на императора – когато той е напът да спечели битката и дори преследва отстъпващите турци, враговете му разпространяват слуха за мнимото му поражение, в резултат на което част от войските му не влизат в боя, други откровено дезертират и т.н., а императорът е ранен и пленен от селджуките.
Попаднал в плен, Роман е принуден да търпи церемониални унижения от султана, като например да му служи за столче, от което да се качва на коня си. Все пак Роман се споразумява с Алп Арслан, който го пуска на свобода, при условие че императорът се признава за негов васал и му изплаща голям паричен данък.

### Детрониране и смърт
Междувременно новината за разгрома на Роман IV при Манцикерт става причина в Константинопол властта отново да премине в ръцете на Евдокия Макремволитиса. Когато става ясно, че императорът е жив и пътува към столицата, кесарят Йоан Дука и менторът на Михаил VII – Михаил Псел, извършват преврат срещу Евдокия и я заточват в манастир, след което принуждават Михаил VII да обяви Роман Диоген за детрониран. Преди Роман да успее да събере верните си войски, срещу него са изпратени армии начело с Константин и Андроник Дука, синовете на кесаря Йоан.
През 1072 г. Роман IV е обсаден от войските на Андроник в крепостта Адана в Киликия. Започват преговори, в които се стига до споразумение Роман да получи гаранции за неприкосновеността си, ако се откаже от престола и се оттегли в манастир. Приел предложението, Роман Диоген се предава, но е арестуван и отведен в Константинопол, където на 29 юни 1072 е ослепен, и заточен в един манастир в Киналиада на Мраморно море. Ослепяването на бившия император е извършено по изключително брутален начин, поради което той умира малко по-късно от инфекция.

## Фамилия
Роман IV Диоген е бил женен два пъти. От първата си съпруга Анна Алусиан – дъщеря на българския принц Алусиан, Роман има поне един син:
- Константин Диоген, починал преди 1068 г.

От Евдокия Макремволитиса Роман IV има две деца:
- Никифор Диоген
- Лъв Диоген